# Carlsberg (brouwerij)

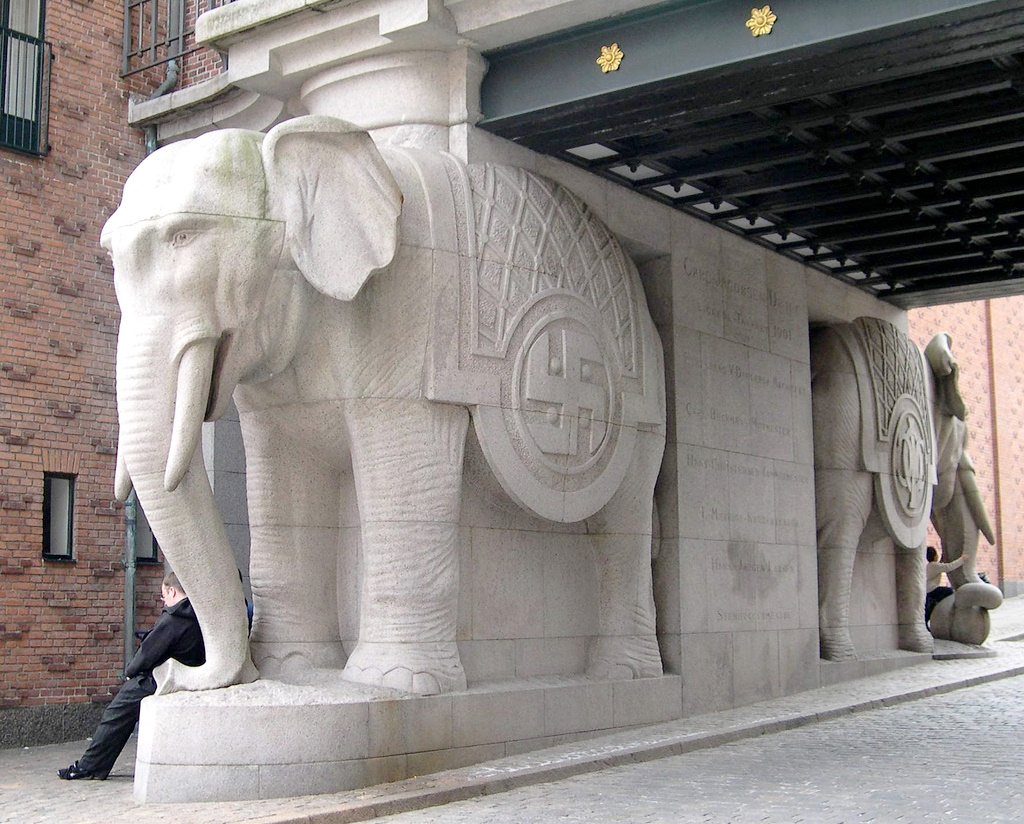
De Carlsbergolifanten vervaardigd uit Bornholms graniet

De Carlsberg Group is een wereldwijd opererende Deense brouwerij met het hoofdkantoor in Valby in de hoofdstad Kopenhagen. De brouwerij werd in 1847 opgericht door Jacob Christian Jacobsen. Naast het merk Carlsberg bezit zij ook onder andere Tuborg, 1664, Grimbergen & Somersby ciders.  

## Activiteiten
Carlsberg is een grote internationale bierbrouwer en stond in 2019 op de vierde plaats wereldwijd.
In 2023 verkocht het wereldwijd 101 miljoen hectoliter (hl) bier en 24 miljoen hl andere dranken. De twee belangrijkste biermerken zijn Tuborg en Carlsberg. West-Europa is de grootste afzetmarkt, hier werd in 2023 de helft van de omzet gerealiseerd, in Azië 32% en in Centraal en Oost-Europa 18%. In de vier Scandinavische landen is Carlsberg de grootste verkoper van bier. In Denemarken heeft het een marktaandeel van 55% in 2023. De biermarkt in West-Europa is stabiel en groeit snel in Azië.
De Carlsberg Foundation is de grootste aandeelhouder. Deze stichting heeft 29% van de aandelen en 77% van het stemrecht in handen. Er staan twee soorten aandelen uit. Een A-aandeel heeft 20 stemrechten en een B-aandeel maar twee. De B-aandelen hebben wel een voorkeursrecht op dividend. Er staan 34 miljoen A-aandelen uit en 100 miljoen B-aandelen. Bijna alle A-aandelen zijn in handen van de Carlsberg Foundation.

## Geschiedenis
Tot midden negentiende eeuw waren de Denen gewend om witbier te drinken. J.C. Jacobsen kwam echter in aanraking met het bier uit Beieren. In 1847 startte hij zijn eigen brouwerij in Valby met de naam Carlesberg, vernoemd naar zijn zoon Carl en het Germaanse woord Berg. Tevens symboliseert berg de ligging van de brouwerij, namelijk op Valby Bakke (Valby Heuvel).
De brouwerij werd al snel succesvol en kon in 1868 haar eerste vat bier exporteren. Om de kwaliteit van het bier te kunnen bewaren richtte hij in 1875 het Carlsberg Laboratorium op. Emil Christian Hansen werd als onderzoeker aangesteld om het laboratorium te leiden. Zijn onderzoeken, om de chemie van het biergist te kunnen begrijpen, zorgden er in 1883 uiteindelijk voor dat het biergist zuiver gekweekt kon worden. Het nieuwe biergist kreeg de naam Saccharomyces carlsbergensis. Deze methode werd ook aan andere brouwerijen geschonken en is vandaag de dag het type biergist dat wereldwijd gebruikt wordt voor het brouwen van pilsner.
In 1901 werd de karakteristieke toegangspoort met de vier olifanten gemaakt bij de fabriek. Deze olifanten zijn door kunstenaar H.P. Pedersen-Dan vervaardigd van Bornholms graniet.
In 1970 fuseerde Carlsberg met  directe concurrent Tuborg en gingen ze samen verder onder de naam De forenede Bryggerier (United Breweries).
In 2000 fuseerde de Deense bierbrouwer met de Noorse Orkla Group en werd daarmee een van de grootste brouwerijen ter wereld. Maar de samenwerking was van korte duur. Na een overname poging door Orkla besloot Carlsberg zijn aandelen weer terug te kopen.

#### Verenigd Koninkrijk
In 1973 liet Carlsberg een nieuwe brouwerij bouwen op het terrein van de voormalige Phipps brouwerij in Northampton, die daarvoor in brand was gevlogen. In 1993 nam Carlsberg een 50% aandeel in Allied Lyons, bekend van de Tetley's. In 1998 nam Carlsberg Allied Lyons over waardoor de Engelse tak verder ging als Carlsberg-Tetley tot 2004, toen liet men de Tetley naam achterwege. In 2008 namen Carlsberg en Heineken het Schotse Scottish & Newcastle (S&N) over voor £ 7,8 miljard. Carlsberg betaalde hiervan 54,5% en de rest was voor rekening van Heineken. De bieractiviteiten in Rusland ging naar Carlsberg en Heineken kreeg de activiteiten van S&N in het Verenigd Koninkrijk en India. In 2011 sloot Carlsberg de brouwerij van Tetley. In 2020 fuseerde Carlsberg UK met Marston’s PLC en vormde ze Carlsberg Marston’s Brewing Company, waarbij Carlsberg 60% van de aandelen bezit. Niet kort daarna sloot men de voormalige Marston's brouwerijen Jennings (in 2022), Wychwood (in 2023) en Ringwood (in 2023) en verkocht men de Eagle brouwerij aan het Spaanse Damm. 

#### China
In 1980 opende de United Breweries in een joint venture met het eveneens Deense East Asiatic Company een brouwerij in het Tai Po Industrial Estate in Hong Kong, toen nog een kolonie van het Verenigd Koninkrijk. In 1999 - drie jaar nadat Hong Kong werd overgedragen aan China - sloot Carlsberg de brouwerij in Tai Po en werd de productie overgebracht naar de brouwerij in Huizhou die eerder in 1995 in handen kwam van Carlsberg. In december 2013 kondigde Carlsberg aan het aandelenbelang in de Chinese Chongqing Brewery te verhogen naar 60%. In 2008 kreeg het al een klein belang in de brouwerij als een gevolg van de overname van S&N en in 2010 werd het belang verhoogd naar 29,7%. In 2012 was Carlsberg de op zes na grootste brouwer in China met een marktaandeel van 2,6% en voegde 2,3% toe met het meerderheidsbelang in Chongqing. Chongqing telt acht brouwerijen met een totale capaciteit van 12 miljoen hl per jaar. In 2014 werd deze overname afgerond.

#### Rusland
Carlsberg en brouwerij Baltika stopten de activiteiten in Rusland in 1992 in een joint venture. Carlsberg wilde hier actief zijn omdat de Russische biermarkt de op drie na grootste ter wereld is. Carlsberg had aanvankelijk een belang van 50% in de joint venture, maar heeft dit in diverse stappen uitgebreid en kreeg in 2012 alle aandelen in handen. Rond deze periode genereerde de Russische belangen bijna een kwart van alle omzet voor Carlsberg. In 2014 had Carlsberg een marktaandeel van 39% in de Russische biermarkt en was het actief met tien brouwerijen.
De Russische regering voert sinds 2008 een actief beleid om de bierconsumptie terug te dringen en heeft, onder andere, de belasting op bier verhoogd. Deze maatregelen hebben effect en de bierconsumptie lag op 80 liter per hoofd in 2008 en dit was gedaald naar 49 liter in 2015. Door de verslechterde marktomstandigheden en vooruitzichten heeft Carlsberg fors op de waarde van de Russische activiteiten moeten afschrijven. In Rusland werd in 2015 DKK 4 miljard afgeschreven en in 2017 nogmaals DKK 4,5 miljard.
Als een gevolg van de Russische invasie van Oekraïne in 2022 besloot het bedrijf eind maart 2022 zich terug te trekken uit Rusland. Met acht brouwerijen in Rusland en een marktaandeel van 27% staat Carlsberg op de tweede plaats. Carlsberg wilde de activiteiten verkopen, maar de opbrengst zou ver onder de huidige boekwaarde liggen. Als een gevolg het dit besluit werden de belangen in dit land fors afgewaardeerd en dit drukte de nettowinst met DKK 48 miljard in het jaar 2023. Carlsberg was in gesprek met de Russische verpakkingsproducent Arnest totdat de Russische regering de Baltika brouwerijen "tijdelijk" onder beheer van de staat bracht. Carlsberg directeur Jacob Aarup-Andersen noemde de confisquatie "stelen". Carlsberg trok daarop de licenties voor het brouwen van andere bieren uit de portfolio in. De Baltika-brouwerijen kwamen onder leiding te staan van Taimuraz Bolloev, directeur van Baltika van 1991 tot 2004. In 2024 bleek Carlsberg toch Baltika te mogen verkopen aan twee medewerkers waarmee het tijdelijk beheer onder Bolloev ook ten einde kwam. Baltika was goed voor ongeveer 10% van de omzet van Carlsberg.

### Kartelvorming
Op 11 oktober 2018 voerde de Indiase mededingingsautoriteit, de Competition Commission of India (CCI), huiszoekingen uit in de Indiase kantoren van Anheuser-Busch InBev, Carlsberg en United Breweries. Bij de huiszoekingen zouden e-mailberichten zijn gevonden die bewijzen dat de bedrijven illegale prijsafspraken hebben gemaakt. In september 2021 werden de resultaten van het onderzoek bekendgemaakt, Carlsberg kreeg een boete van US$ 16 miljoen en United Breweries van US$ 102 miljoen. Omdat AB-InBev melding had gemaakt, kreeg deze geen boete.

### Overname Britvic
In juli 2024 maakte Carlsberg bekend dat Britse frisdrankmaker Britvic gaat overnemen voor zo'n 3,3 miljard pond. Britvic produceert, bottelt en verkoopt frisdranken voor PepsiCo in het Verenigd Koninkrijk en Ierland, zoals Pepsi, 7-Up en Lipton Ice Tea. Britvic is ook eigenaar van de merken Robinsons, Tango, Fruit Shoot, J20 en Aqua Libra. Met deze merken en een omzet van 1,75 miljard pond in 2023 is het de grootste leverancier van frisdrank zonder koolzuur en de tweede van frisdrank met koolzuur in het Verenigd Koninkrijk. Carlsberg versterkt hiermee haar positie en verwacht zo'n 100 miljoen pond aan synergievoordelen te kunnen behalen door de activiteiten van Britvic samen te smelten met de Britse bieractiviteiten. In december 2024 gaven de toezichthouders toestemming en de transactie is in januari 2025 afgerond.

## Sponsoractiviteiten
Carlsberg heeft een lange reeks aan sponsoractiviteiten, maar haar primaire activiteiten zijn in het voetbal. Sinds 1988 is Carlsberg officieel sponsor van het Europees kampioenschap voetbal mannen. Sinds 1992 sponsort het ook Liverpool FC en vanaf 1999 voor FC København. Daarnaast is de brouwerij ook sponsor voor het Iers voetbalelftal, Odense BoldKlub en verschillende Ski-evenementen zoals het alpine WK in Åre in 2008. Carslberg heeft ook een aantal jaar de golfsport gesponsord.

## Directeuren van Carlsberg
- 1972-1997: Poul Svanholm
- 1997-2001: Flemming Lindeløv
- 2001-2007: Nils Smedegaard Andersen
- 2007-2015: Jørgen Buhl Rasmussen
- 2015-2023: Cees 't Hart
- 1 september 2023 - heden: Jacob Aarup-Andersen

## Merken
De volgende biermerken maken deel uit van de Carlsberg Group:
- Carlsberg (het vlaggenschip)
- Carlsberg Export (Verenigd Koninkrijk)
- Tuborg (Tuborg, voormalige brouwerij uit Kopenhagen)
- FuZzi
- Carls Jul
- Tetley (Verenigd Koninkrijk)
- Holsten (Duitsland)
- Lav (Servië)
- Feldschlösschen AG (Zwitserland)
- Cardinal Lager (Zwitserland)
- Baltika (Rusland)
- Pripps Blå (Zweden)
- Carnegie Porter (Zweden)
- Falcon (Zweden)
- Super Bock (Portugal)
- Karhu (Finland)
- Koff (Finland)
- Kronenbourg (Brasseries Kronenbourg, Frankrijk)
- 1664 (Brasseries Kronenbourg, Frankrijk)
- Mythos (Griekenland)
- Ringnes (Noorwegen)
- Okocim (Polen)
- Harnas (Polen)
- Pirinsko (Bulgarije)
- Shumensko (Bulgarije)
- Saku (Estland)
- Splügen (Italië)
- Bock 1877 (Italië)
- Grimbergen, (België)
- Troy (Turkije)
- Venüs (Turkije)
- Chongqing (Volksrepubliek China)
- Beerlao (Laos)

Daarnaast maakt Carlsberg de cider Somersby.

## Galerij

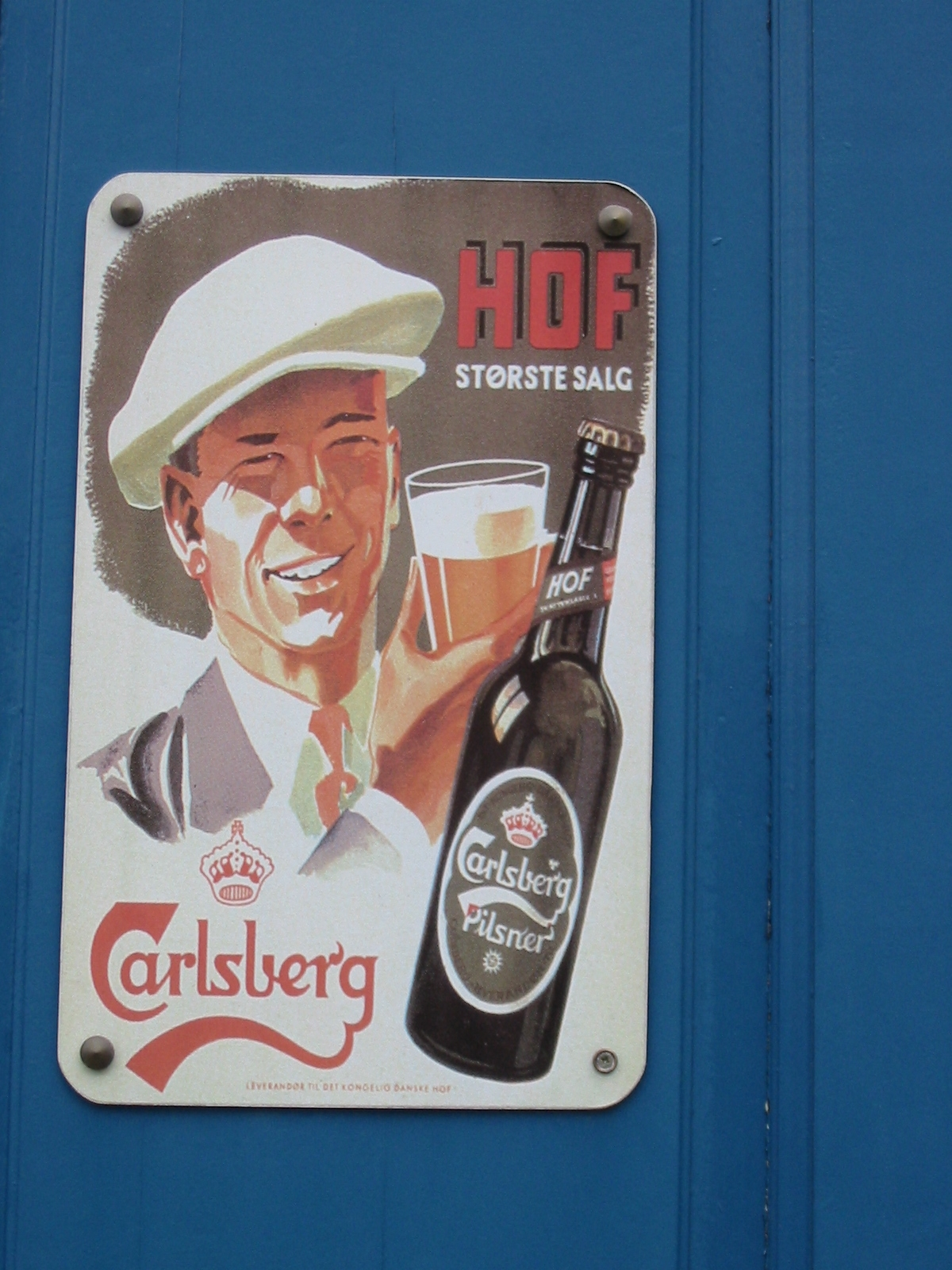
Affiche
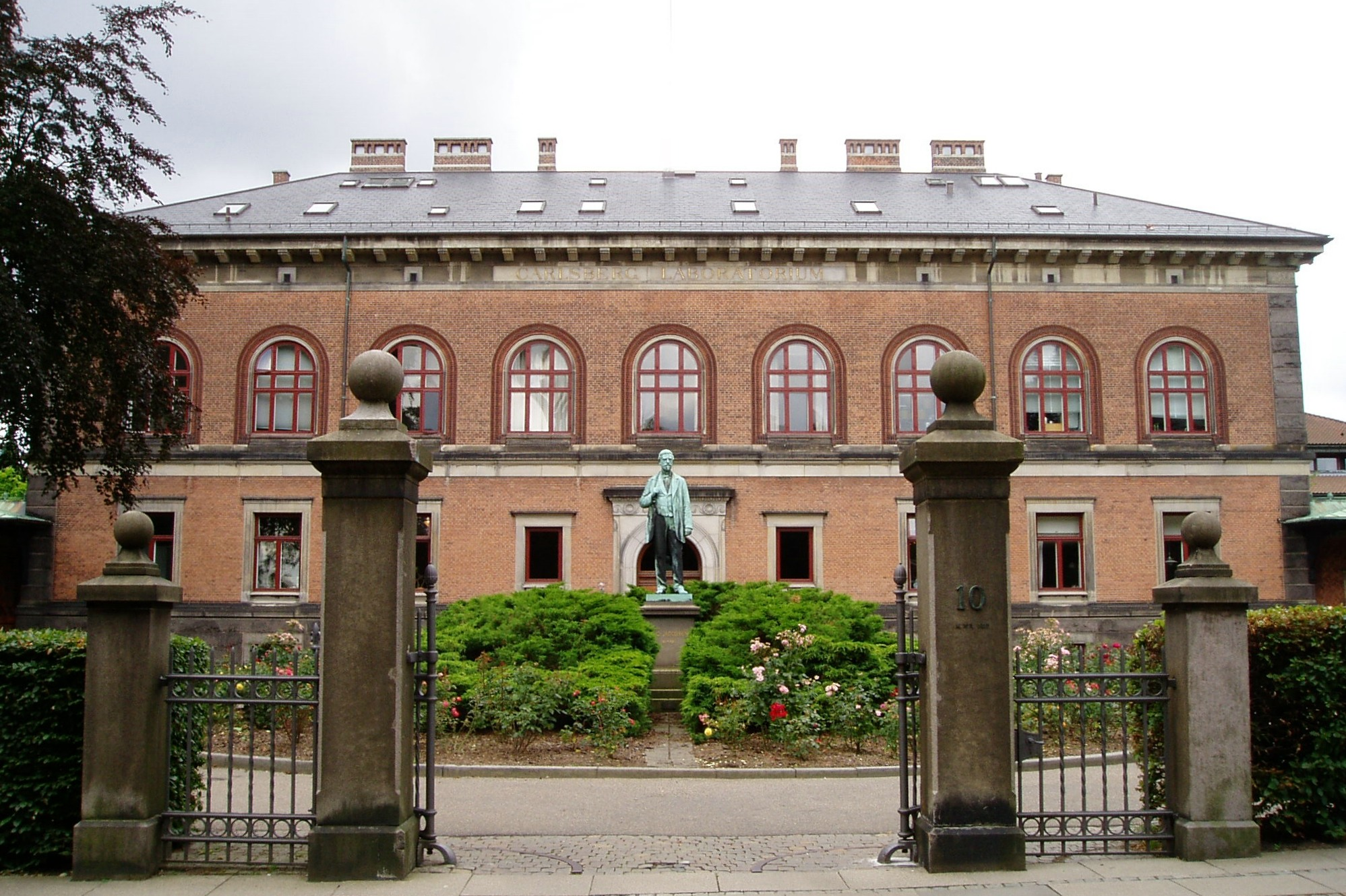
De laboratoria van Carlsberg in Kopenhagen
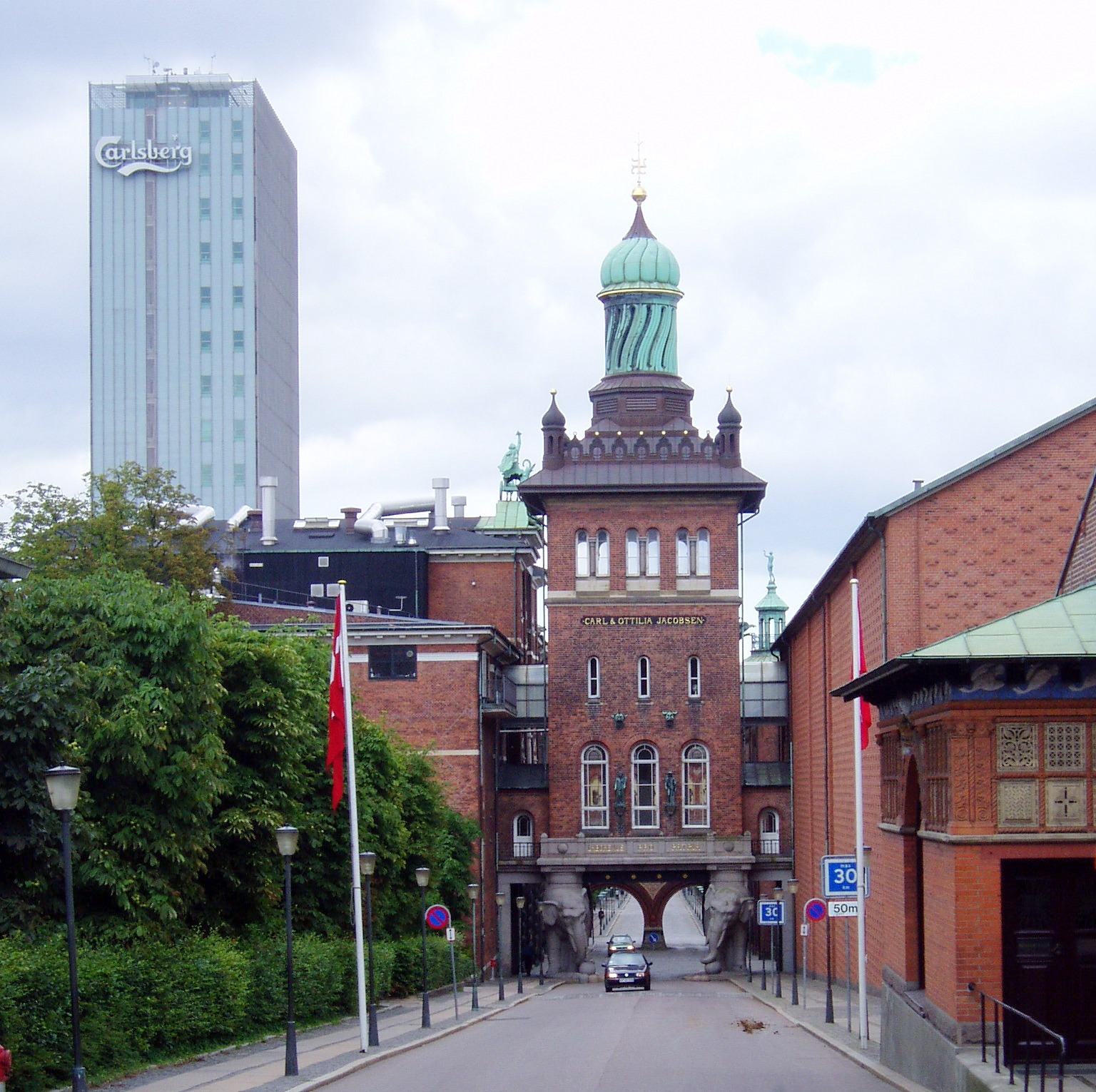
Het hoofdkantoor in Valby
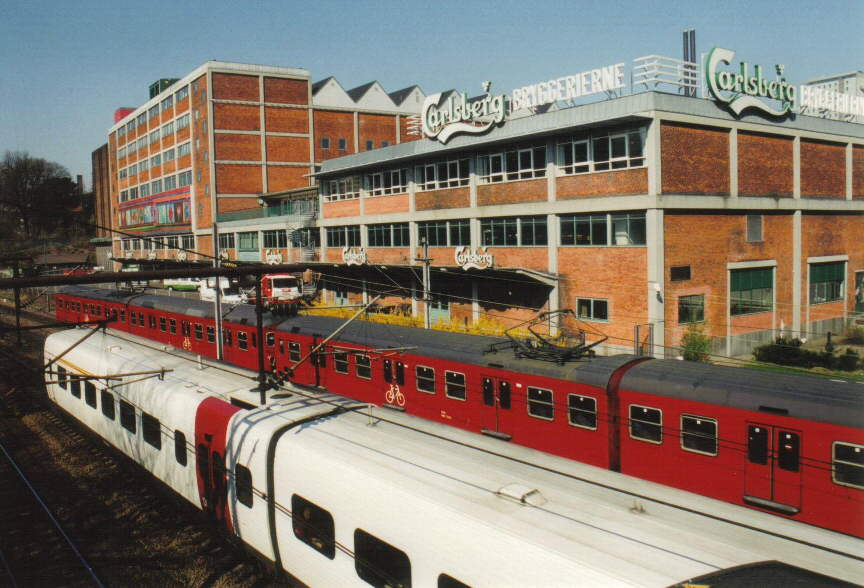
De brouwerij in Kopenhagen
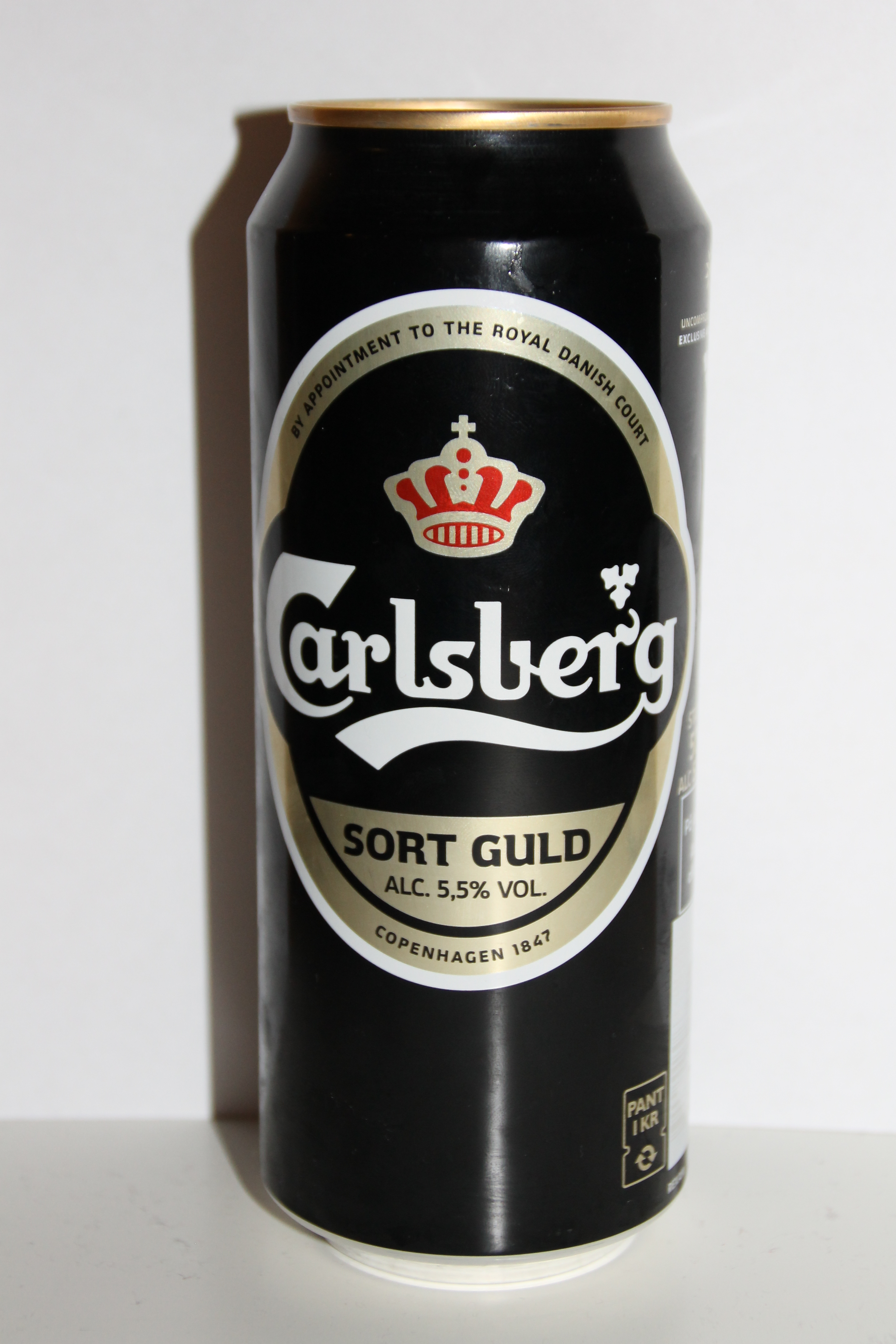
Carlsberg Sort Guld
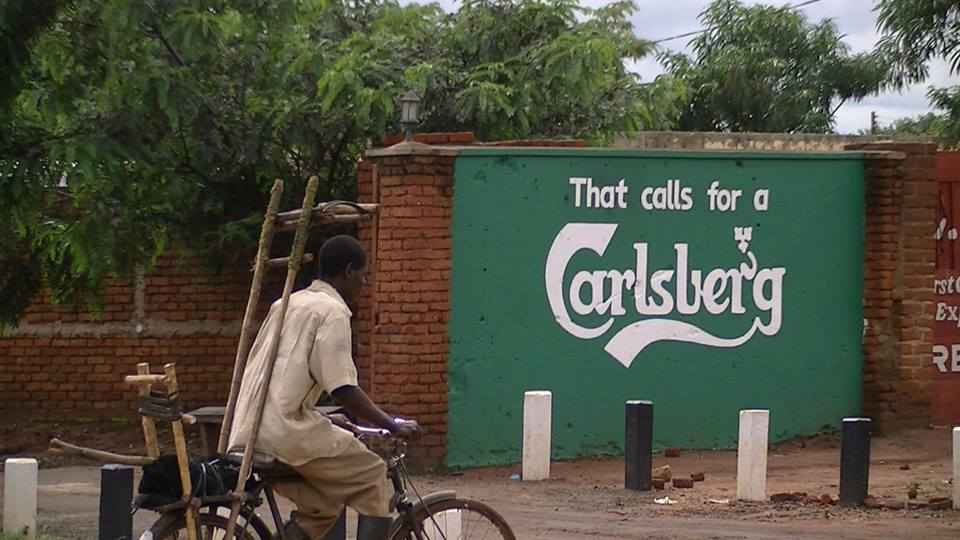
reclame in Malawi